# Хавайска сърпоклюнка аняняу
Хавайските сърпоклюнки аняняу (Magumma parva) са вид дребни птици от семейство Чинкови (Fringillidae), единствен представител на род Magumma.
Те са ендемични за Кауаи, един от Хавайските острови, където се срещат в горите с надморска височина над 600 метра. Най-дребни представители на групата на хавайските цветарници, те достигат 10 сантиметра дължина и 10 грама маса, а окраската им е ярко жълта. Хранят се главно с цветен нектар, но също и с членестоноги.